# Affaire des faux passeports (Italie)
L'affaire des faux passeports, également connue sous le nom italien de Passaportopoli, est un scandale qui a secoué le monde du football italien en 2001. Le consul italien en Argentine, Giancarlo Cursio, aurait constaté des anomalies dans l'attribution de la nationalité italienne et dans l'utilisation de plus de 1 000 passeports illicites, concernant une quinzaine de footballeurs, principalement d'origine africaine et sud-américaine. Ces joueurs appartenaient à des équipes prestigieuses telles que l'AS Roma, la Lazio, Parme, le Milan AC et l'Udinese. Il s'agissait du premier cas de falsification de documents d'identité dans le football européen. Les équipes étaient susceptibles d'être exclues du championnat, mais elles n'ont finalement pas été lourdement pénalisées, contrairement au cas français de Saint-Étienne la même année, où l'équipe a été rétrogradée en seconde division. Il n'y a ici pas eu de pénalité au classement.

## Équipes impliquées
Six équipes en Serie A étaient impliquées, notamment le FC Internazionale Milano, Lazio Rome, AC Milan, Roma, Udinese Calcio et le Vicenza ainsi qu'une équipe en Serie B, la Sampdoria.
Les 14 joueurs concernés par cette affaire étaient :
- Alberto — Udinese Calcio
- Gustavo Bartelt — Roma
- Alejandro Da Silva — Udinese Calcio
- Dedé — Vicenza
- Dida — AC Milan
- Fábio Júnior — Roma
- Jeda — Vicenza
- Thomas Job — Sampdoria
- Jorginho — Udinese Calcio
- Jean Ondoa — Sampdoria
- Álvaro Recoba — FC Internazionale Milano
- Juan Sebastián Verón — Lazio Rome
- Warley — Udinese Calcio
- Francis Zé — Sampdoria

## Jugement de la Chambre disciplinaire de première instance
Le jugement rendu par la Chambre disciplinaire de première instance de la Lega Calcio le 27 juin 2001 était le suivant:

### Équipes
- Udinese Calcio: amende de 3 milliards de lires
- FC Internazionale Milano: amende de 2 milliards de lires
- Lazio Rome: amende de 2 milliards de lires
- Roma: amende de 1,5 milliard de lires
- Sampdoria: amende de 1,5 milliard de lires
- AC Milan: amende de 1 milliard de lires
- Vicenza: amende de 1 milliard de lires

### Dirigeants
- Gino Pozzo (Udinese): deux ans d'inhibition.
- Rinaldo Sagramola (Vicenza): un an d'inhibition et amende de 10 millions de lires.
- Gabriele Oriali (Inter): un an d'inhibition.
- Felice Pulici (Lazio): un an d'inhibition.
- Franco Baldini (Roma): neuf mois d'inhibition.
- Massimo Briaschi (Vicenza): six mois d'inhibition.
- Sigfrido Marcatti (Udinese): six mois d'inhibition.
- Domenico Arnuzzo (Sampdoria): acquitté.
- Sergio Cragnotti (presidente Lazio): acquitté.
- Rinaldo Ghelfi (Inter): acquitté.
- Nello Governato (Lazio): acquitté.
- Pierpaolo Marino (Udinese): acquitté.
- Enrico Mantovani (presidente Sampdoria): acquitté.
- Pierluigi Ronca (Sampdoria): acquitté.
- Emiliano Salvarezza (Sampdoria): pas de lieu pour délibérer.

### Footballeurs
- Alberto (Udinese): un an de disqualification.
- Gustavo Bartelt (Roma): un an de disqualification.
- Da Silva (Udinese): un an de disqualification.
- Dedé (Vicenza): un an de disqualification.
- Dida (Milan): un an de disqualification.
- Fábio Júnior (Roma): un an de disqualification.
- Jeda (Vicenza): un an de disqualification.
- Jorginho (Udinese): un an de disqualification.
- Álvaro Recoba (Inter): un an de disqualification.
- Warley (Udinese): un an de disqualification.
- Thomas Job (Sampdoria): six mois de disqualification.
- Jean Ondoa (Sampdoria): six mois de disqualification.
- Francis Zé (Sampdoria): six mois de disqualification
- Juan Sebastián Verón (Lazio): acquitté.

## Jugement de la Commission d'Appel Fédérale
Après les réunions ayant lieu les 17 et 18 juillet 2001, la Commission d'Appel Fédérale a confirmé les décisions prises en première instance concernant Inter, Milan, Sampdoria, ainsi que celles au sujet de Lazio, Roma, Udinese et Vicenza avec toutefois les exceptions suivantes:
- Franco Baldini (Roma): acquitté.
- Gustavo Bartelt (Roma): envoi des documents à la commission disciplinaire pour un nouveau jugement.
- Gino Pozzo (en) (Udinese): de deux ans à un an et six mois d'inhibition.
- Massimo Briaschi (Vicenza): de six mois à un an d'interdiction.
- Felice Pulici (it) (Lazio): de six mois à un an d'inhibition.

## Développements ultérieurs
Dans le domaine de la justice ordinaire, le magistrat du tribunal d'Udine a accepté, en mai 2006, la demande de négociation de peine de l'attaquant uruguayen de l'Inter, Álvaro Recoba, et de Gabriele Oriali, responsable du service technique du club. Chacun a alors été condamné à une peine de six mois de prison (remplacée par une amende de 21 420 euros) pour les crimes de contrefaçon de passeport et recel (permis de conduire contrefait).